# Für Alina

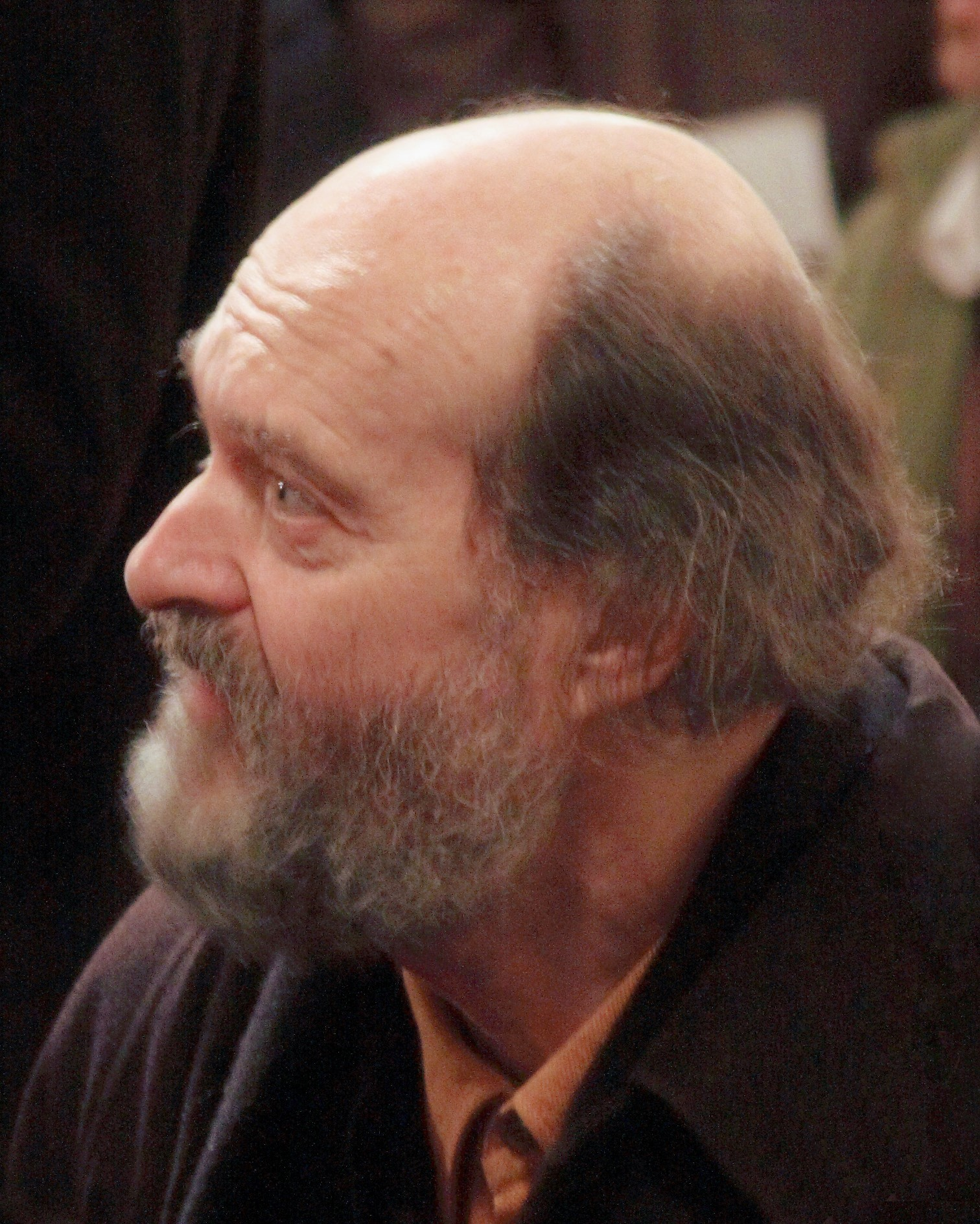
Arvo Pärt

Für Alina es una pieza para piano compuesta por el compositor estonio Arvo Pärt. Se puede considerar una obra esencial de su estilo tintinnabuli.

## Historia de la composición
Für Alina se tocó por primera vez en Tallinn en 1976, junto con otras seis obras, después de un largo periodo preparatorio en la vida de Pärt como compositor. Este concierto fue en el primero que introdujo su nuevo estilo, tintinnabuli. Für Alina se lo dedicó a la hija de dieciocho años de un amigo de la familia que acababa de ir a estudiar en Londres. Su introspección trae a la mente una vívida imagen de juventud, de explorar el mundo.

## Estructura musical
Tanto la mano izquierda como la derecha están escritas en clave de sol y solo la octava baja que se repite está escrita en clave de fa. Su simplicidad es engañosa, pues conseguir pureza en el sonido es un reto y exige virtuosismo y buen oído para producir el equilibrio armónico y la simetría que la composición requiere.
La partitura de Für Alina solo ocupa dos páginas. Está en si menor y se toca piano. La única anotación relativa al tempo es Ruhig, erhaben, en sich hineinhorchend, que aproximadamente significa pacíficamente, en una manera elevada e introspectiva. No hay señal de tempo.
Empieza con una doble-octava si baja, que se repite durante toda la pieza (excepto en la última sección); debe ser tocado con el pedal pulsado (el único cambio de pedal aparece antes de las últimas cuatro líneas). La mano derecha toca las notas una octava más alta de lo que se indica. Como no hay señal de tempo, el tempo es libre, pero, aun así, introspectivo, de forma el intérprete personaliza la pieza, atendiendo a las notas y a la disonancia ocasional. Por ello, el uso de rubato es esencial. Si se toca suficientemente suave, con el pedal pulsado y dado bastante tiempo, se produce una disonancia que contribuye a la naturaleza trascendental de la pieza.
Solo dos tipos de notas aparecen en la partitura: redondas y notas sin plicas (de duración arbitraria). Hay 15 líneas de música escritas: la primera tiene la octava baja. De allí en adelante empieza el siguiente patrón: la segunda línea tiene una nota libre y una redonda, la línea siguiente tiene dos negras y una redonda, y así hasta una línea que tiene siete negras y una redonda. Este patrón entonces se desplaza abajo otra vez, a una negra y una blanca. La última línea tiene dos negras y una blanca. En otras palabras, la primera línea tiene una nota, la segunda tiene dos, la tercera tiene tres, y así sucesivamente. Sigue el siguiente esquema: 1 2 3 4 5 6 7 8 7 6 5 4 3 2 3. La simetría composicional refleja la simetría armónica.

## Disponibilidad
Pärt aprobó el álbum de ECM Alina, grabado en julio de 1995 y sacado a la venta en 1999. Incluye dos variaciones de Für Alina por el pianista Alexander Malter, y tres versiones de Spiegel im Spiegel (para piano y violín, violonchelo, y violín, respectivamente). Según las notas del álbum, dos de las versiones, son más bien “improvisaciones caprichosas”, seleccionadas por Pärt de una grabación que duró varias horas. Las dos versiones difieren más notablemente en el uso de rubato y de la octava baja. Ambas duran menos de once minutos.